# کاردیف
کاردیف (به انگلیسی: Cardiff، به ولزی: Caerdydd) پایتخت و پرجمعیت‌ترین شهر ولز و یازدهمین شهر بزرگ بریتانیا است.
چون این شهر از لحاظ مختلف، وضعیت مناسبی نسبت به سایر شهرها دارد، به عنوان مرکز اقتصادی، تحصیلی، ورزشی، گردشگری، فرهنگی، رسانهای و دولت ولز محسوب می‌شود. مطابق آخرین سرشماری تخمینی انجام گرفته در سال ۲۰۱۷، جمعیت این شهر، بالغ بر ۳۶۴٬۲۴۸ نفر بوده‌است. و جمعیت این شهر و حومه ۴۷۹٬۰۰۰ ارزیابی شده‌است.
شهر کاردیف، بخش باستانی ولز است که آن را با نام «شهر جادو» نیز می‌شناسند. نام کاردیف در زبان ولزی به معنی «دژ تاف» است و تاف نام رودخانه‌ای است که در پای قلعه کاردیف جریان دارد. این شهر تا ابتدای قرن نوزدهم، شهری کوچک بود تا این‌که در این دوره به یک بندرگاه بزرگ و برتر برای حمل زغال سنگ در منطقه تبدیل شد و از این‌رو، به شهری صنعتی در سرزمین ولز، مبدل گشت. کاردیف در سال ۱۹۰۵ به‌عنوان یک شهر سلطنتی بنا شد و در سال ۱۹۵۵، رسماً به عنوان مرکز ولز شناخته شد.
پس از سال ۱۹۹۰، کاردیف روزبه‌روز پیشرفت کرد که از میان آن‌ها می‌توان به احداث یک آب‌نمای بزرگ در خلیج کاردیف، احداث عمارت مجلس ملی ولز، ساخت‌وسازهای نوین در مرکز شهر و در نتیجه، تغییر چهرهٔ شهر، آغاز مسابقات فوتبال در ورزشگاه هزارسالهٔ کاردیف که متروکه شده بود و احداث ورزشگاه اسوالک کاردیف اشاره کرد. طبق آمار رسمی، شمار گردشگران شهر کاردیف در سال ۲۰۰۶، بیش از ۱۱٬۷۰۰٬۰۰۰ نفر برآورد شده‌است.